# エアブルー
エアブルー (Airblue) は、カラチを本拠地とするパキスタンの格安航空会社。パキスタン国内のほか、アラブ首長国連邦などの中東諸国に就航している。

## 歴史
- 2003年 : 設立。
- 2004年 : カラチ - ラホール線、カラチ - イスラマバード線を1日3便開設。[1]この年は、運航開始1年目ということで人気を博し、40万人が利用した。[2][3]
- 2005年 : 初の国際線となるカラチ - ドバイ便が就航。[1]
- 2007年 : マンチェスターに就航。初のヨーロッパ便となった。[4]
- 2011年 : イスタンブール/サビハに就航。
- 2012年 : IATAコードをEDからPAへと変更。

## 就航路線
| 国               | 就航都市                                                                     |
| ---------------- | ---------------------------------------------------------------------------- |
| パキスタン       | - イスラマバード - カラチ - ラホール - ムルターン（国際線のみ） - スカルドゥ |
| サウジアラビア   | - ジェッダ - リヤド - マディーナ                                             |
| アラブ首長国連邦 | - アブダビ - ドバイ - シャールジャ                                           |

## 機材

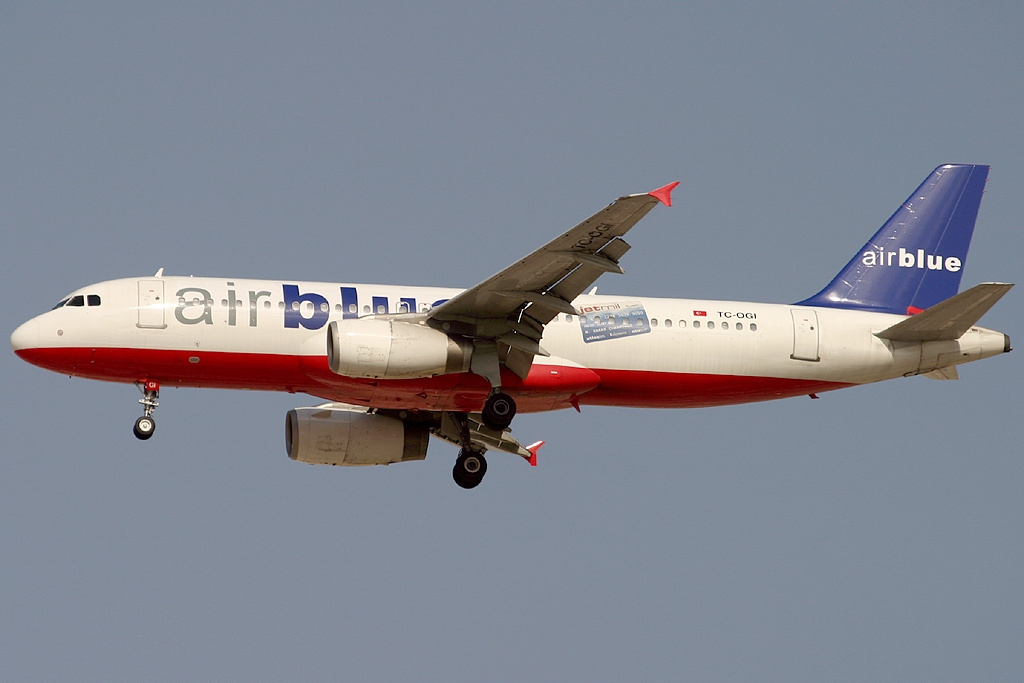
エアバスA320-200

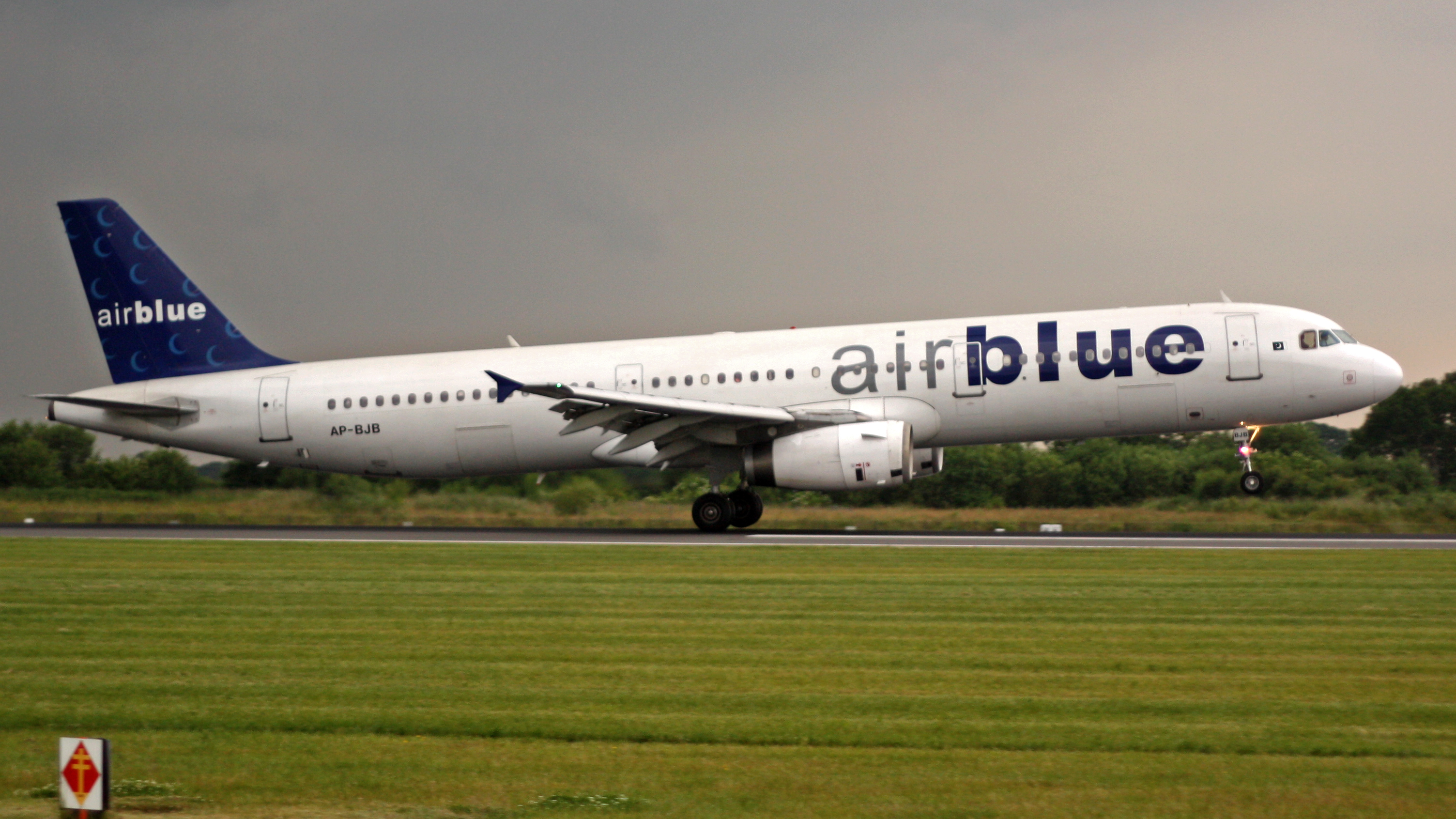
エアバスA321-200

### 現在の保有機材
| 機種             | 保有数 | 座席数 |
| ---------------- | ------ | ------ |
| エアバスA320-200 | 5      | 180    |
| エアバスA321-200 | 1      | 212    |
| エアバスA321-200 | 4      | 220    |
| エアバスA321neo  | 2      | 235    |
| 合計             | 12     |        |

### 機材の歴史
- 2019年、サウディア、indigoで使用されてきたエアバスA320型機2機を、GEキャピタル・アヴィエーション・サービス(GECAS)からリースで導入した[6]。

### 過去の保有機材
| 機種             | 導入数（合計） | 導入年    |
| ---------------- | -------------- | --------- |
| エアバスA319-100 | 4              | 2008-2014 |
| エアバスA340-300 | 2              | 2012-2014 |

## 事故
- 2010年7月28日 - エアブルー202便墜落事故